# Дворцовый округ
Дворцо́вый о́круг — муниципальный округ № 77 в составе Центрального района Санкт-Петербурга. Границами округа является Невский проспект на северо-западе, Нева с севера и Фонтанка с востока.

В округе располагаются такие известные всему миру места как Дворцовая площадь, Зимний дворец, Государственный Эрмитаж, Спас на крови, Марсово поле, Летний сад.

## Официальные символы.
Герб Дворцового округа - Пурпур (пурпурный) - символ власти, благородства, достоинства, славы, почета. Золото - символ божественного сияния, благодати, величия, постоянства, прочности, великодушия, солнечного света.
Серебро - символ веры, чистоты, искренности, добродетели, невинности
Столб, сложенный из собранных пучками по три и, положенных в противоположные перевязи пурпурных знамен, чередующихся с возникающими из-за них и поверх них, обращенных к центру щита, серебряными орлиными головами - символ зданий, площадей и памятников, связанных с доблестью и славой русского воинства (Александровская колонна на Дворцовой площади, здание Главного штаба со знаменитой аркой, памятник А. В. Суворову и площадь Суворова, Марсово поле, здание бывшего штаба войск гвардии, здание бывших казарм Павловского лейб-гвардии полка). С другой стороны, подобная композиция передает уникальный исторический облик Дворцового округа, обилие всемирно известных памятников искусства. Подобный символ- это и аллегория мотива, используемого как элемент декора зданий, оград, мостов.ых памятников искусства. Подобный символ- это и аллегория мотива, используемого как элемент декора зданий, оград, мостов.

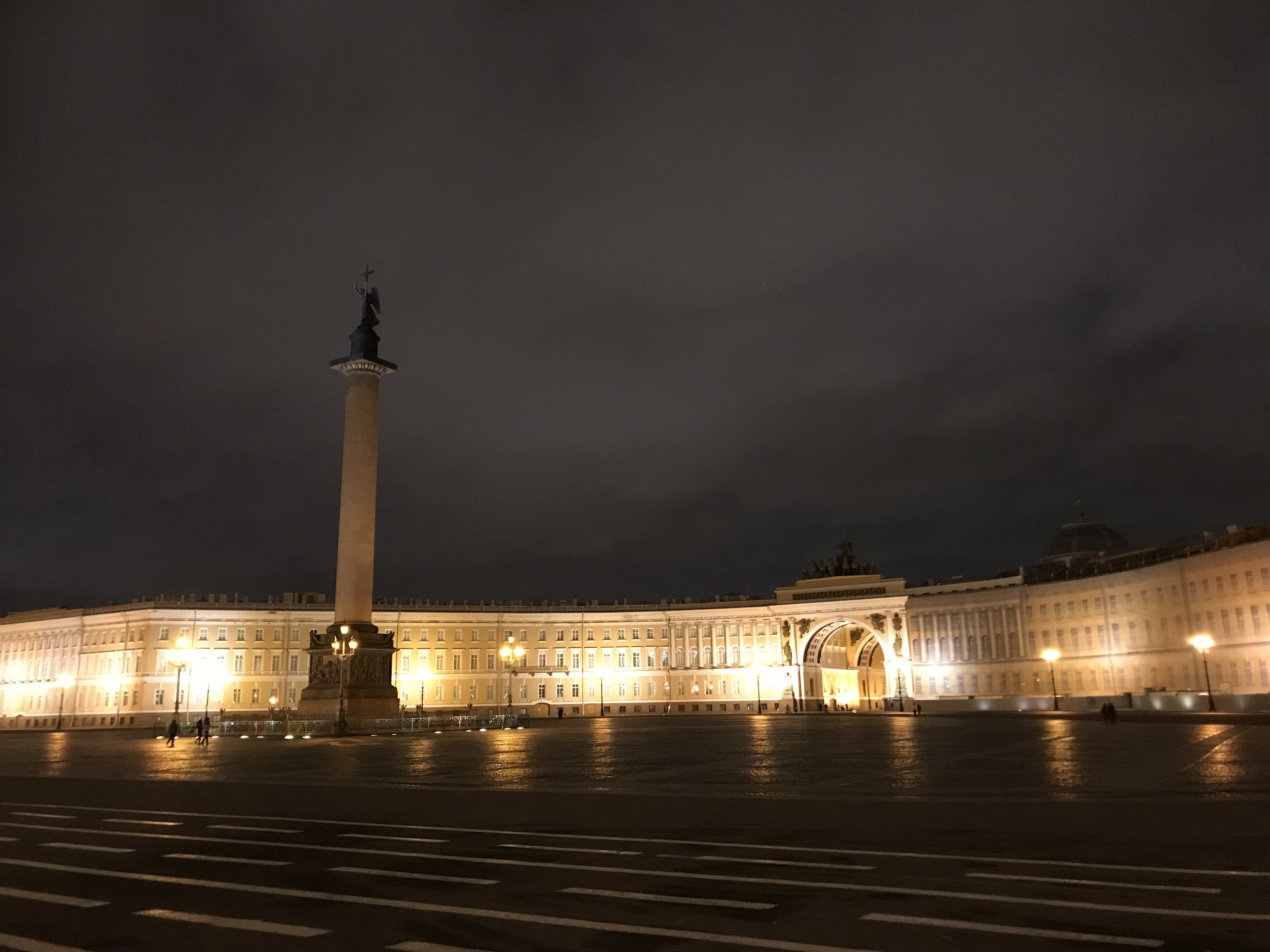
Дворцовая площадь

## Границы округа[3]
| Граница округа проходит от слияния реки Фонтанки с рекой Невой до Невского проспекта, далее по оси Невского проспекта до Адмиралтейского проспекта, далее по оси Адмиралтейского проспекта до Дворцового проезда, далее по оси Дворцового проезда до реки Большой Невы, далее по оси реки Большой Невы, по оси реки Невы до реки Фонтанки. |

## Главы муниципального образования
- 1998 - 2009 - Константин Афанасьевич Антонов.
- 2009 - 2014 - Агейчик Елена Васильевна
- 2014 - 2018 - Абрамов Дмитрий Владимирович
- 2018 - 2024 - Бисерова Мария Владимировна

## Население
| 2002   | 2010  | 2012  | 2013  | 2014  | 2015  | 2016  |
| ------ | ----- | ----- | ----- | ----- | ----- | ----- |
| 10 491 | ↘6426 | ↗6502 | ↗6667 | ↗6927 | ↗6993 | ↘6887 |
| 2017   | 2018  | 2019  | 2020  | 2021  | 2023  |       |
| ↘6875  | ↗6985 | ↘6904 | ↘6849 | ↗7447 | ↘7348 |       |